# Thunderstone (Spiel)
Thunderstone ist ein Kartenspiel von Mike Elliott, das 2009 bei dem Verlag Alderac Entertainment Group (AEG) erschien. Seit 2010 liegt eine deutsche Version vor, die bei Pegasus Spiele erscheint, zu der inzwischen mehrere Erweiterungen existieren. Das Spiel gewann verschiedene Preise.

## Spielausstattung
Thunderstone ist ein Kartenspiel mit Fantasy-Motiven, bei dem die Spieler ihr Kartendeck während des Spiels selbst zusammenstellen. Der Spielmechanismus ähnelt dem Deck-Building des Kartenspiels Dominion, das 2009 Spiel des Jahres wurde. Das Grundspiel enthält 580 Karten mit Illustrationen von Jason Engle, auf denen Helden, Monster, Waffen oder andere Gegenständen abgebildet sind. Weitere Karten stehen für Erfahrungspunkte, Krankheiten und den eponymen Donnerstein. Weiterhin existieren Übersichtskarten, um im laufenden Spiel den Überblick zu behalten, und 50 Kartentrenner, mit deren Hilfe die übrigen Karten in der Spielschachtel eingeordnet werden können.

## Spielverlauf

### Vorbereitung
Vor Spielbeginn wählen die Mitspieler drei Monsterklassen aus, die mit dem Donnerstein vermischt werden und einen Zugstapel (Dungeon) bilden, von dem die obersten drei Karten aufgedeckt und seitlich neben den Dungeon-Stapel ausgelegt werden. Daneben existiert ein Dorf, in dem vier verschiedene Heldenklassen angeworben und zwölf verschiedene Gegenstände und Waffen (Fackeln, Proviant, Dolche etc.) angekauft werden können. Krankheitskarten und Erfahrungspunkte bilden weitere Stapel. Zu Beginn erhält jeder Spieler einen Zugstapel (Kommandodeck) aus 12 Karten, die verdeckt zusammengemischt werden.

### Rundenverlauf
In jeder Runde deckt jeder Spieler die obersten 6 Karten seines Zugstapels auf und muss sich entscheiden, im Dorf einzukaufen, gegen ein Monster aus dem Dungeon zu kämpfen oder sich zu erholen (d. h. eine Karte aus seiner Hand zu zerstören). Im Dorf können dem Kommandodeck neue Karten zugefügt oder Helden verbessert werden. Am Ende seiner Runde zieht ein Spieler in jedem Fall wieder 6 neue Karten auf die Hand. Ist das Kommandodeck erschöpft, werden die abgelegten Karten des Spielers wieder neu gemischt, d. h., jeder Spieler spielt immer mit dem gleichen Kartensatz, den er im Laufe des Spiels durch Zukäufe oder das Abwerfen von Karten umgestalten kann.

### Spielende
Wird der Donnerstein aufgedeckt, endet das Spiel; es gewinnt (in der Regel) der Spieler, der die Monster mit den meisten Siegpunkten besiegen konnte.

## Thunderstone Produkte
Zu Thunderstone erschienen mehrere Ergänzungspakete, wobei jede Erweiterung mit jedem Basisspiel kombinierbar ist:
- Thunderstone, Basisspiel (580 Karten, Oktober 2010)
- Wrath of the Elements (2010), deutsch: Zorn der Elemente (305 Karten, Februar 2011)
- Doomgate Legion (2010), deutsch: Die Wächter von Doomgate (345 Karten, Mai 2011)
- Dragonspire (2011), deutsch: Drachenturm, weiteres eigenständiges Basisspiel (688 Karten, August 2011)
- Thornwood Siege (2011), deutsch: Belagerung von Thornwood (311 Karten, Dezember 2011)
- Heart of Doom (2011), deutsch: Das Herz der Verdammnis (345 Karten, März 2012)

Hinzu kommen zahlreiche Promo-Kartensets, die jeweils einzelne Kartentypen enthalten und im Spiel eingesetzt werden können.

## Thunderstone Advance
2012 erschien mit Thunderstone Advance: Die Türme des Verderbens (Thunderstone Advance: Towers of Ruin) eine weitere eigenständige Thunderstone-Variante, die mit dem Grundspiel und den bisher erschienenen Erweiterungen kompatibel ist. Als Neuerung enthält Thunderstone Advance neben neuen Helden, Monstern und Dorfkarten einen doppelseitigen, großformatigen Spielplan sowie Erfahrungspunkt-Spielsteine aus Plastik. Darüber hinaus wird das Spiel um einen weiteren Dungeon erweitert, außerdem treten den Spielern sogenannte Vertraute an die Seite, die am Kampf teilnehmen können.
- Thunderstone Advance: Towers of Ruin (2011), deutsch: Thunderstone Advance: Die Türme des Verderbens, Basisspiel (577 Karten, August 2012)
- Avatare, Minierweiterung (25 Karten, August 2012)
- Thunderstone Advance: Caverns of Bane (2012), deutsch: Verfluchte Höhlen (295 Karten, Oktober 2012)
- Thunderstone Advance: Root of Corruption (2012), deutsch: Ursprung alles Bösen (318 Karten, November 2012)
- Thunderstone Advance: Starter Set, deutsch: Dungeons, Monster, reiche Beute!, Starterset (259 Karten, Oktober 2013)
- Numenera, Basisspiel (597 Karten, Oktober 2013)
- Thunderstone Advance: Worlds Collide (550 Karten, 2014) - Ist ein eigenständiges Spiel und enthält die besten Karten aus den ersten 6 Veröffentlichungen, sowie ein paar Promokarten von Thunderstone (nicht auf Deutsch erschienen)
- Thunderstone Advance: Into the Abyss (2014), ist die letzte Erweiterung der Thunderstone Advance Saga und enthält viele Karten der vorherigen Teile, sowie auch neue Karten. Dies ist der erste Teil, wo es auch Level 4 Helden gibt (nicht auf Deutsch erschienen)